# Reino Unido en los Juegos Paralímpicos de Innsbruck 1988
El Reino Unido estuvo representado en los Juegos Paralímpicos de Innsbruck 1988 por un total de 21 deportistas, 18 hombres y tres mujeres. El equipo paralímpico británico no obtuvo ninguna medalla en estos Juegos.